# 大阪府立堺聴覚支援学校
大阪府立堺聴覚支援学校（おおさかふりつ さかいちょうかくしえんがっこう）は、大阪府堺市北区にある特別支援学校。旧称は大阪府立堺聾学校（おおさかふりつ さかいろうがっこう）。幼稚部・小学部・中学部を設置し、主に大阪府南部の聴覚障害のある児童・生徒の支援教育を行なっている。

## 沿革
- 1954年10月 - 大阪府立堺聾学校を開設
- 1955年4月 - 小学部、中学部設置
- 1958年4月 - 幼稚部設置
- 1963年4月 - 高等部設置　3課程（普通課程、家庭課程、歯科技工課程）
- 1966年4月 - 高等部専攻科（歯科技工科）が認可
- 1967年4月 - 高等部（本科）工芸科が認可
- 1969年4月 - 新学制により、専攻科歯科技工科（3年制）が新たに開設
- 1973年4月 - 高等部（本科）「工芸科」を、「デザイン科」へと名称変更
- 1974年10月 - 学校敷地移転のため、現在地に新築移転第1期工事が着工
- 1976年1月 - 小学部、中学部、高等部が新校舎に移転
- 1976年9月 - 幼稚部が新校舎に移転
- 2004年3月 - 高等部本科の「家政科」・「デザイン科」、専攻科の「歯科技工科」が募集停止
- 2004年4月 - 高等部本科に「情報コミュニケーション科」・「ライフサポート科」が開設され、高等部専攻科も「情報コミュニケーション科」（2年課程）が開設される
- 2006年3月 - 高等部本科・専攻科が廃止となり、大阪府立だいせん高等聾学校へと再編整備
- 2008年4月 - 大阪府立堺聴覚支援学校へ校名変更

## 通学区域
- 堺市・泉州地域
- ※調整区域：南河内地域（大阪府立生野聴覚支援学校との調整区域）、大阪市阿倍野区・住之江区・住吉区・東住吉区・平野区・西成区（大阪府立中央聴覚支援学校との調整区域）

## 交通
- 阪和線 上野芝駅 東へ約1.1km。